# Lab Rats: Elite Force
Lab Rats: Elite Force (Lab Rats: Equipa de Elite (título em Portugal) ) é uma série de televisão americana e um  spin-off das séries Lab Rats e Mighty Med, criada por Chris Peterson e Bryan Moore, mesmos criadores de Lab Rats, produzida pela It's a Laugh Productions, do Disney XD. No Disney XD EUA, estreou no dia 2 de março de 2016. A série foi cancelada sem nem chegar ao canal da Disney XD Brasil, porém, em 1 de julho de 2017, a Netflix Brasil disponibilizou a série completa no Brasil.

## Enredo
Depois de o hospital Mega Med ter sido destruído por supervilões desconhecidos, Kaz (Bradley Steven Perry), Oliver (Jake Short) e Skylar (Paris Berelc) unem forças com Chase (Billy Unger) e Bree (Kelli Berglund) para formar uma força de elite, que combina habilidades biônicas com superpoderes, e assim, defender o mundo e mantê-lo seguro.

## Elenco
- Bradley Steven Perry como Kaz
- Billy Unger como Chase Davenport
- Jake Short como Oliver
- Paris Berelc como Skylar Tempestade
- Kelli Berglund como Bree Davenport

### Recorrente
- Hal Sparks como Donald Davenport
- Booboo Stewart como Roman
- Ryan Potter como Riker

## Dublagem
| Personagem        | Dublador          |            |
| Principais        | Principais        | Principais |
| ----------------- | ----------------- | ---------- |
| Kaz               | Filipe Cavalcante |            |
| Chase Davenport   | Douglas Guedes    |            |
| Oliver            | Matheus Ferreira  |            |
| Skylar Tempestade | Luiza Porto       |            |
| Bree Davenport    | Michelle Giudice  |            |
| Recorrente        |                   |            |
| Donald Davenport  | Márcio Marconato  |            |
| Roman             | Vagner Fagundes   |            |
| Riker             | Robson Komode     |            |

## Produção
O spin-off foi anunciado em 3 de setembro de 2015, junto com o anúncio do cancelamento das séries envolvidas, Lab Rats (na 4.ª temporada) e Mighty Med (na 2.ª temporada).
As filmagens da série começaram em 21 de outubro de 2015.
O primeiro poster foi divulgado no dia 2 de fevereiro de 2016, exatamente um mês antes da data de estreia.

## Episódios
| Temporada | Temporada | Episódios | Exibição original    | Exibição original     | Exibição no Brasil   | Exibição no Brasil | Exibição em Portugal                           | Exibição em Portugal                         |
| Temporada | Temporada | Episódios | Estreia de temporada | Final de temporada    | Estreia de temporada | Final de temporada | Estreia de temporada                           | Final de temporada                           |
| --------- | --------- | --------- | -------------------- | --------------------- | -------------------- | ------------------ | ---------------------------------------------- | -------------------------------------------- |
|           | 1         | 16        | 2 de março de 2016   | 22 de outubro de 2016 | 1 de julho de 2017   | 1 de julho de 2017 | 4 de Maio de 2019 - (Disney Channel WOW - MEO) | 8 de Maio de 2019 (Disney Channel WOW - MEO) |